# 북미 사커 리그 (1968년)

북미 사커 리그(North American Soccer League, NASL)는 1968년부터 1984년까지 리그가 진행되었던 당시 미국과 캐나다의 최상위 프로 축구 리그였다.

## 역대 유명 선수
- 펠레
- 카를루스 아우베르투 토히스
- 요한 크라위프
- 거스 히딩크
- 딕 아드보카트
- 요한 네이스컨스
- 게르트 뮐러
- 프란츠 베켄바워
- 보비 무어
- 고든 뱅크스
- 제프 허스트
- 조르조 키날리아
- 움베르투 코엘류
- 에우제비우
- 조지 베스트
- 우고 산체스
- 에마뉘엘 사농
- 훌리오 세사르 로메로
- 조영증
- 살리프 케이타
- 모르데하이 슈피글레르

## 역대 클럽들 (1968년~1984년)
<총 43개 클럽이며 연고지 이전과 팀명칭 변경 등으로 인해 67개의 팀이름이 사용되었다.>
| 구단명                     | 연고지                                    | 리그 참가     |
| -------------------------- | ----------------------------------------- | ------------- |
| 애틀랜타 아폴로스          | 애틀랜타, 조지아                          | 1973년        |
| 애틀랜타 치프스            | 애틀랜타, 조지아                          | 1968년~1972년 |
| 애틀랜타 치프스            | 애틀랜타, 조지아                          | 1979년~1981년 |
| 볼티모어 베이즈            | 볼티모어, 메릴랜드                        | 1968년~1969년 |
| 볼티모어 코메츠            | 볼티모어, 메릴랜드                        | 1974년~1975년 |
| 보스턴 비콘스              | 보스턴, 매사추세츠                        | 1968년        |
| 보스턴 미닛먼              | 보스턴, 매사추세츠                        | 1974년~1976년 |
| 캘리포니아 서프            | 애너하임, 캘리포니아                      | 1978년~1981년 |
| 캘거리 붐머스              | 캘거리, 앨버타                            | 1981년        |
| 카리부스 오브 콜로라도     | 덴버, 콜로라도                            | 1978년        |
| 시카고 무스탕스            | 시카고, 일리노이                          | 1968년        |
| 시카고 스팅                | 시카고, 일리노이                          | 1975년~1984년 |
| 클리블랜드 스토커스        | 클리블랜드, 오하이오                      | 1968년        |
| 코네티컷 바이센테니얼스    | 하트퍼드, 코네티컷                        | 1977년        |
| 댈러스 토네이도            | 댈러스, 텍사스                            | 1968년~1981년 |
| 덴버 다이너모스            | 덴버, 콜로라도                            | 1974년~1975년 |
| 디트로이트 쿠가스          | 디트로이트, 미시간                        | 1968년        |
| 디트로이트 익스프레스      | 디트로이트, 미시간                        | 1978년~1981년 |
| 에드먼턴 드릴러스          | 에드먼턴, 앨버타                          | 1979년~1982년 |
| 포트로더데일 스트라이커스  | 포트로더데일, 플로리다                    | 1977년~1983년 |
| 골든베이 어스퀘이크스      | 산호세, 캘리포니아                        | 1983년~1984년 |
| 하트퍼드 바이센테니얼스    | 하트퍼드, 코네티컷                        | 1975년~1976년 |
| 휴스턴 허리케인            | 휴스턴, 텍사스                            | 1978년~1980년 |
| 휴스턴 스타즈              | 휴스턴, 텍사스                            | 1968년        |
| 잭슨빌 티멘                | 잭슨빌, 플로리다                          | 1980년~1982년 |
| 캔자스시티 스퍼스          | 캔자스시티, 미주리                        | 1968년~1970년 |
| 라스베가스 퀵실버스        | 라스베이거스, 네바다                      | 1977년        |
| 로스앤젤레스 아즈텍스      | 로스앤젤레스, 캘리포니아                  | 1974년~1981년 |
| 로스앤젤레스 울브즈        | 로스앤젤레스, 캘리포니아                  | 1968년        |
| 멤피스 로그스              | 멤피스, 테네시                            | 1978년~1980년 |
| 마이애미 개토스            | 마이애미, 플로리다                        | 1972년        |
| 마이애미 토로스            | 마이애미, 플로리다                        | 1973년~1976년 |
| 미네소타 킥스              | 블루밍턴, 미네소타                        | 1976년~1981년 |
| 미네소타 스트라이커스      | 미네아폴리스, 미네소타 세인트폴, 미네소타 | 1984년        |
| 몬트리올 올림피크          | 몬트리올, 퀘벡                            | 1971년~1973년 |
| 몬트리올 매닉              | 몬트리올, 퀘벡                            | 1981년~1983년 |
| 뉴잉글랜드 티멘            | 폭스버러, 매사추세츠                      | 1978년~1980년 |
| 뉴욕 코스모스              | 뉴욕시티, 뉴욕                            | 1971년~1984년 |
| 뉴욕 제너럴스              | 브롱크스, 뉴욕                            | 1968년        |
| 오클랜드 클리퍼스          | 오클랜드, 캘리포니아                      | 1968년        |
| 오클랜드 스톰퍼스          | 오클랜드, 캘리포니아                      | 1978년        |
| 필라델피아 아톰즈          | 필라델피아, 펜실베니아                    | 1973년~1976년 |
| 필라델피아 퓨리            | 필라델피아, 펜실베니아                    | 1978년~1980년 |
| 포틀랜드 팀버스            | 포틀랜드, 오리건                          | 1975년~1982년 |
| 로체스터 랜서즈            | 로체스터, 뉴욕                            | 1970년~1980년 |
| 샌안토니오 선더            | 샌안토니오, 텍사스                        | 1975년~1976년 |
| 샌디에이고 죠스            | 샌디에이고, 캘리포니아                    | 1976년        |
| 샌디에이고 샤커스          | 샌디에이고, 캘리포니아                    | 1978년~1984년 |
| 샌디에이고 토로스          | 샌디에이고, 캘리포니아                    | 1968년        |
| 산호세 어스퀘이크스        | 산호세, 캘리포니아                        | 1974년~1982년 |
| 세인트루이스 스타즈        | 세인트루이스, 미주리                      | 1968년~1977년 |
| 시애틀 사운더스            | 시애틀, 워싱턴                            | 1974년~1983년 |
| 탬파베이 라우디스          | 탬파, 플로리다                            | 1975년~1984년 |
| 팀 아메리카                | 워싱턴 D.C.                               | 1983년        |
| 팀 하와이                  | 호놀룰루, 하와이                          | 1977년        |
| 토론토 팰컨스              | 토론토, 온타리오                          | 1968년        |
| 토론토 메트로스            | 토론토, 온타리오                          | 1971년~1974년 |
| 토론토 메트로스-크로아티아 | 토론토, 온타리오                          | 1975년~1978년 |
| 털사 러프넥스              | 털사, 오클라호마                          | 1978년~1984년 |
| 벤쿠버 로열스              | 벤쿠버, 브리티시컬럼비아                  | 1968년        |
| 벤쿠버 화이트캡스          | 벤쿠버, 브리티시컬럼비아                  | 1974년~1984년 |
| 워싱턴 다츠                | 워싱턴 D.C.                               | 1970년~1971년 |
| 워싱턴 디플로매츠          | 워싱턴 D.C.                               | 1974년~1980년 |
| 워싱턴 디플로매츠          | 워싱턴 D.C.                               | 1981년        |
| 워싱턴 윕스                | 워싱턴 D.C.                               | 1968년        |

## 같이 보기
- 메이저 리그 사커
- 북미 사커 리그